# The Tale of Tom Kitten

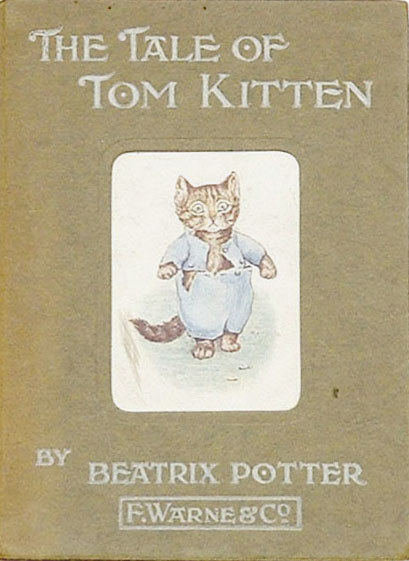
Cats also use dressings(gatos também vestem roupas)

The Tale of Tom Kitten (A História do Gato Tom) é um livro infantil britânico escrito e ilustrado por Beatrix Potter publicado pela primeira vez pela editora Frederick Warne & Co em Setembro de 1907. A história é sobre o comportamento e maneiras de estar, e como é que as crianças reagem perante elas. Tabitha Twitchit, uma gata, convida uns amigos para tomar um chá. Dá banho e veste os seus três gatinhos para a festa, mas em pouco tempo os gatinhos sujaram e perderam as suas roupas enquanto corriam pelo jardim. Tabitha fica zangada e manda-os para a cama, e diz aos seus amigos que eles estão com sarampo. Durante o chá, a "calma" é interrompida pela distúrbios dos gatinhos que deixam o quarto todo desarrumado.
A carreira de Beatrix Potter como escritora e ilustradora  de livros infantis teve início em 1902 com o lançamento de  The Tale of Peter Rabbit. Continuando a publicar os seus livros, adquiriu Hill Top em 1905, uma quinta em Lancashire, com os lucros dos seus trabalhos e uma pequena herança de uma tia. As suas histórias foram inspiradas a quinta, nos terrenos rurais vizinhos e aldeias próximas. Tom Kitten começou a ser preparado em 1906, e o cenário era a casa de campo de Hill Top. As ilustrações mostram o interior da casa e dos jardins, os seus caminhos e um portão em frente da casa.
Em Setembro de 1907, foram editadas vinte mil cópias do livro, e outras 12 500 em Dezembro. Beatrix compôs várias pequenas cartas a crianças escritas como se fossem as personagens do conto a redigi-las, e, em 1917, ela publicou um livro para pintar com o nome de Tom Kitten. Em 1935, foram publicados dois livros de composições para piano e duetos para piano para crianças, com uma das +eças inspirada em Tom Kitten e outra em Puddle-Ducks. Tom e outras  personagens do livro tornaram-se as figuras  de uma variedade de produtos comerciais incluindo figuras em porcelana e bonecos de peluche. A história ainda continua a ser impressa sendo publicada em vários idiomas.